# Bonnkapälle
Bonnkapälle är en orkester i Linköping bestående av nuvarande, men främst före detta elever vid Linköpings större gymnasieskolor. Orkestern grundades av pojkar vid Linköpings Högre Elementarskola, nuvarande Katedralskolan, 1860. Orkesterns främsta uppgift var under många år att uppträda vid den så kallade Majkarnevalen i staden. Majkarnevalen ägde till en början rum 1 maj, men senare på Valborgsmässoafton.

## Historik
Vid Majkarnevalen 1860 blev ett gäng pojkar vid Högre Elementarskolan inspirerade att gå med i det stora karnevaltåget och spela musik, så de trängde sig helt enkelt in mellan bidrag nummer 7 och bidrag nummer 8, och kallade sig för "bidrag 7½". Det var detta gäng som kom att bli Bonnkapälle, och traditionen lever vidare än idag. Texten "7½" finns i vitt bak på varje kapällists frackskörtel. En alternativ förklaring till 7 1/2 är att det var den ranson starksprit man fick dricka på restaurang vid intag av en mindre måltid under motbokstiden. Därav också snapsglaset på motstående frack-skört.
Orkestern har en studentikos prägel och en studentorkesters sedvanliga besättning, dvs. en blåsorkester med många och stora variationer. Då Linköping under slutet av 1960-talet började omvandlas till en studentstad fick Bonkapälle konkurrens, dels av studentorkestern LiTHe Blås, grundad 1973, dels av Studentorkesterfestivalen som grundades samma år och som sedan dess äger rum vartannat år i Linköping. Numera medverkar dock Bonnkapälle vid Studentorkesterfestivalen. Den sista Majkarnevalen genomfördes 1996. Bonnkapälle spelar i dag på privatfester, företagsaktiviteter av alla slag samt traditionsenligt vid Lucia och studenten. En höjdpunkt i verksamheten är Lundakarnevalen som hålls vart fjärde år och är nästan jämngammal med kapälle. År 1974 lär ha varit Kapällets första lundakarneval och jubileumsåret 2010 var det 98 Bonnkapällister som medverkade i Lund. Vid karnevalen 2014 bestod orkestern av 113 man, vilket var rekord.

## Om orkestern
Dagens Bonnkapälle rekryterar medlemmar från alla stadens större kommunala gymnasieskolor. Enligt reglementet måste musiker vara fyllda 16 år och av manskön. Kapällist bär under spelning svart frack med emblem; korslagd basfiol och dynggrep, en mängd dekorationer och utsmyckningar samt valfri huvudbonad med undantag för "Schäänts" (dirigentens) huvudbonad. "Schäänt" bär samma frack som kapällist men har vita byxor samt skärmmössa med vit/rödprickig ovansida. Som "dirigentpinne" används färsk, alternativt väl konserverad, kosvans.

## Diskografi
Bonnkapället har gett ut fem skivor. En EP, "Skedas svar på the Beatles" 1964, på etiketten Carnival Records och 2 LP på vinyl samt 2 fullängds-cd. Alla utom EP:n är liveinspelningar. 
LP:n "Bonnkapälle på skive" spelades in inför publik på Soldathemmet i Linköping den 31 januari  1976. LP:n skulle ha släppts till valborg samma år men då den gjordes 10 minuter längre än en normal LP tillät (50 min, istället för gängse 40 min) så blev gravyren för tät och basgångarna gjorde att grammofon-pickup:en "spårade ur". En tillrättalagd version släpptes efter ”Majkarnevalen”.
Den 17 december 1982 spelade kapället in "Gänge mä Hänge" på Berzeliusskolan med assistans av Tommy Ljunggren,Studiocenter i Linköping.
Den 19 maj 1996 var det dags för kapälle att bli digitala då första cd:n spelades in även denna gång på Berzeliusskolan i hemstaden. Skivan fick titeln "I hö't mä Kapälle". Inspirationen till titeln hämtades från Madonnas "In Bed with Madonna". Musikaliskt kan dock inget släktskap skönjas. Timescape Studios stod för inspelningstekniken.
År 2010 fyllde Bonnkapälle 150 år, vilket firades med bland annat ytterligare en cd-inspelning, "Jubileumsskive mä Bonnkapälle – Ostämt,oklippt & opluggat", denna gång på Konsert & Kongress i Linköping där ett rekordstort kapäll efter avslutad inspelning hade jubileumsfest.